# Заборье (Ворошиловское сельское поселение)
Заборье — деревня в Пеновском районе Тверской области.

## География
Находится в западной части Тверской области на расстоянии приблизительно 26 км на запад-юго-запад по прямой от железнодорожной станции Пено.

## История
Деревня была показана на карте 1825 года. В 1859 году здесь (деревня Осташковского уезда) было учтено 11 дворов, в 1939 — 53. До 2020 года входила в Ворошиловское сельское поселение Пеновского района до их упразднения.

## Население
Численность населения: 103 человека (1859 год), 146 (русские 93 %) 2002 году, 109 в 2010.